# 藤田真利子
藤田 真利子（ふじた まりこ、1951年 - ）は、日本の翻訳家。日本推理作家協会会員。

## 人物・来歴
福島県出身。
東北大学文学部卒業（専攻フランス語）。

## 共著
- 『男たらし論』（野中邦子, 藤田真利子, 山本淑子, 江崎リエ, 実川元子, 高岡尚子、平凡社） 1997
- 『天皇制と共和制の狭間で』（小沢信男, 日野百草, 山本健治, 藤田真利子, 重信房子, 天野恵一, 松田ひろむ, 高橋武智, 鹿島正裕他、第三書館） 2018[3]

## 翻訳
- 『ウェンズ氏の切り札』（S・A・ステーマン、松村喜雄共訳、社会思想社、現代教養文庫） 1993
- 『キャンティとコカコーラ』（シャルル・エクスブラヤ、社会思想社、現代教養文庫） 1994
- 『パリは眠らない』（ミシェル・ルブラン、社会思想社、現代教養文庫） 1994
- 『ハンサムな狙撃兵』（シャルル・エクスブラヤ、社会思想社、現代教養文庫） 1995
- 『死刑執行』（ロベール・バダンテール、新潮社） 1996
- 『「私」が、私でない人たち : <多重人格>専門医の診察室から』（ラルフ・アリソン, テッド・シュワルツ、作品社） 1997
- 『死刑産業 アメリカ死刑執行マニュアル』（スティーヴン・トロンブレイ、作品社） 1997
- 『Go! go! L.A.』（リチャード・レイナー、江崎リエ共訳、徳間文庫） 1999
- 『野生の心、野生への旅』（デイヴィッド・クォメン、鈴木主税共訳、河出書房新社） 1999
- 『ラウンダーズ』（ケビン・キャンティ、徳間文庫） 1999
- 『ジャンヌ・ダルク』（フィリップ・セギ、ソニー・マガジンズ文庫） 1999
- 『フェアリーテイル』（モニカ・クリング、WAVE出版） 1999
- 『畏れ慄いて』（アメリー・ノートン、作品社） 2000
- 『バービー・クロニクル』（ヨナ・ゼルディス・マクダナー, 野中邦子編、実川元子共訳、早川書房） 2000
- 『不完全犯罪ファイル 科学が解いた100の難事件』（コリン・エヴァンス、明石書店） 2000
- 『優生思想の歴史 生殖への権利』（スティーブン・トロンブレイ、明石書店、明石ライブラリー） 2000
- 『リトル・ダンサー』（メルヴィン・バージェス、リー・ホール原作・脚本、愛育社） 2001
- 『夜を喰らう』（トニーノ・ベナキスタ、ハヤカワ・ミステリ文庫） 2001
- 『ヴァテル 謎の男、そして美食の誕生』（ドミニク・ミッシェル、東京創元社） 2001
- 『死者を起こせ』（フレッド・ヴァルガス、創元推理文庫） 2002
- 『そして、死刑は廃止された』（ロベール・バダンテール、作品社） 2002
- 『犬をかう人ブタをかう人イグアナをかう人』（J・ヴェロニカ・キクルヴィッチ, スティーヴン・N・オースタッド、ポプラ社） 2003
- 『クララは歩かなくてはいけないの? 少女小説にみる死と障害と治癒』（ロイス・キース、明石書店） 2003
- 『シカゴ』（ビル・コンドン 脚本,フレッド・エッブ 作詞、江崎リエ共訳、角川文庫） 2003
- 『グローバリズムは世界を破壊する プロパガンダと民意』（ノーム・チョムスキー, デイヴィッド・バーサミアン、明石書店） 2003
- 『世界は希望に満ちている 「友情と博愛」を紡ぐ23のストーリー』（クリスチャン・ド・ボワルドン, ロイク・ド・ロザンボ, ニコラ・ド・フージュルー、山本規雄共訳、バジリコ） 2004
- 『仕事も勉強もはかどる15分間昼寝術』（ブルーノ・コンビ、草思社） 2004
- 『ヘルボーイ the novel』（イヴォンヌ・ナヴァロ、江崎リエ共訳、ジャイブ） 2004
- 『最後の錬金術師カリオストロ伯爵』（イアン・マカルマン、草思社） 2004、のち文庫
- 『不完全犯罪ファイル 2』（コリン・エヴァンス、明石書店） 2006
- 『殺人者の放物線』（アンドレア・H・ジャップ、創元推理文庫） 2006
- 『プリンセス・マサコ 菊の玉座の囚われ人 完訳』（ベン・ヒルズ、第三書館） 2007
- 『イギリス式「完全禁煙プログラム」』（ジリアン・ライリー、講談社+α新書） 2008
- 『イギリス式これで絶対禁煙セラピー』（ジリアン・ライリー、講談社） 2008
- 『論理は右手に』（フレッド・ヴァルガス、創元推理文庫） 2008
- 『壊れゆく地球 気候変動がもたらす崩壊の連鎖』（スティーヴン・ファリス、講談社） 2009
- 『フランスの歴史 フランス高校歴史教科書 19世紀中頃から現代まで 近現代史』（マリエル・シュヴァリエ, ギヨーム・ブレル 監修、福井憲彦監訳、遠藤ゆかり共訳、明石書店、世界の教科書シリーズ） 2011
- 『彼の個人的な運命』（フレッド・ヴァルガス、創元推理文庫） 2012
- 『シリアの秘密図書館 瓦礫から取り出した本で図書館を作った人々』（デルフィーヌ・ミヌーイ、東京創元社） 2018.2
- 『本当の人生』（アドリーヌ・デュドネ、東京創元社、海外文学セレクション） 2019.11
- 『グレゴワールと老書店主』（マルク・ロジェ、東京創元社、海外文学セレクション） 2021.2

### 性文化史関係
- 『強姦の歴史』（ジョルジュ・ヴィガレロ、作品社） 1999
- 『女の身体、男の視線 浜辺とトップレスの社会学』（ジャン=クロード・コフマン、新評論） 2000
- 『ペニスの文化史』（マルク・ボナール, ミシェル・シューマン、作品社） 2001
- 『新しいカップル カップルを維持するメカニズム』（ロベール・ヌービュルジェ、新評論） 2002
- 『フレンチラヴ :パートナーを限りなく完璧にするレシピ』（アリックス・ジロ・ド・ラン、エディシォン・ドゥ・パリ） 2003
- 『お尻とその穴の文化史』（ジャン・ゴルダン, オリヴィエ・マルティ、作品社） 2003
- 『紛争下のジェンダーと民族 ナショナル・アイデンティティをこえて』（シンシア・コウバーン、明石書店、明石ライブラリー） 2004
- 『青少年に有害! 子どもの「性」に怯える社会』（ジュディス・レヴァイン、河出書房新社） 2004
- 『ヴァギナ 女性器の文化史』（キャサリン・ブラックリッジ、河出書房新社） 2005、のち文庫
- 『体位の文化史』（アンナ・アルテール, ペリーヌ・シェルシェーヴ、山本規雄共訳、作品社） 2006
- 『コンドームの歴史』（アーニェ・コリア、河出書房新社） 2010
- 『男色の日本史 なぜ世界有数の同性愛文化が栄えたのか』（ゲイリー・P・リュープ、作品社） 2014

### シナリオ対訳シリーズ
- 『恋におちたシェイクスピア :シナリオ対訳』（マーク・ノーマン, トム・ストッパード、愛育社） 1999
- 『プリティ・ブライド :シナリオ対訳』（サラ・パリオット, ジョサン・マクギボン、愛育社） 1999
- 『マン・オン・ザ・ムーン :シナリオ対訳』（スコット・アレクサンダー, ラリー・カラズウスキー脚本、愛育社） 2000
- 『ミュージック・オブ・ハート :シナリオ対訳』（パメラ・グレイ脚本、平林祥共訳、愛育社） 2000
- 『サイダーハウス・ルール :シナリオ対訳』（ジョン・アーヴィング原作・脚本、伊東奈美子共訳、愛育社） 2000
- 『天使のくれた時間 オリジナル・シナリオ対訳』（デヴィッド・ダイアモンド, デヴィッド・ワイスマン 脚本、伊東奈美子共訳 愛育社） 2001
- 『偶然の恋人 オリジナル・シナリオ対訳』（ドン・ルース 脚本、伊東奈美子共訳 愛育社） 2001
- 『ザ・セル オリジナル・シナリオ対訳』（マーク・プロトセヴィッチ 脚本、蝦名大助共訳 愛育社） 2001

### 「娘と話す」シリーズ
- 『宗教ってなに? 娘と話す』（ロジェ=ポル・ドロワ、現代企画室） 2002
- 『国家のしくみってなに? 娘と話す』（レジス・ドブレ、現代企画室） 2002
- 『イスラームってなに? :子どもたちと話す』（タハール・ベン・ジェルーン、現代企画室） 2002
- 『哲学ってなに? 娘と話す』（ロジェ=ポル・ドロワ、現代企画室） 2005
- 『数学ってなに? 娘と話す』（ドゥニ・ゲジ、現代企画室） 2011